# Premiul Sang d'encre
Prix Sang d'encre este un premiu literar francez acordat, începând din 1995, anual la Festivalul romanului polițist (Festival du roman policier) din Vienne, Isère.

## Lista premianților
| An   | Premiat              | Titlul romanului                                     | Titlu român |
| 1995 | Dominique Manotti    | Sombre sentier                                       |             |
| 1996 | Jean-Claude Izzo     | Chourmo                                              |             |
| 1997 | Claude Amoz          | Le caveau                                            |             |
| 1998 | Jean-Hugues Oppel    | Ténèbre                                              |             |
| 1999 | Jacques Vettier      | Nécroprocesseurs                                     |             |
| 2000 | Dominique Sylvain    | Vox                                                  |             |
| 2001 | Marc-Alfred Pellerin | N'oublie pas d'avoir peur                            |             |
| 2002 | Maxime Chattam       | L'âme du mal                                         |             |
| 2003 | Colin Thibert        | Nébuleuse.org                                        |             |
| 2004 | Romain Slocombe      | Averse d'automne                                     |             |
| 2005 | Caryl Férey          | Utu                                                  |             |
| 2006 | Catherine Fradier    | La colère des enfants déchus                         |             |
| 2007 | Michel Bussi         | Omaha Crimes : Le polar du débarquement en Normandie |             |
| 2008 | Roger Martin         | Jusqu'à ce que mort s'ensuive                        |             |
| 2009 | Antoine Varenne.     | Fakirs                                               |             |